# Biserica de lemn din Vișagu

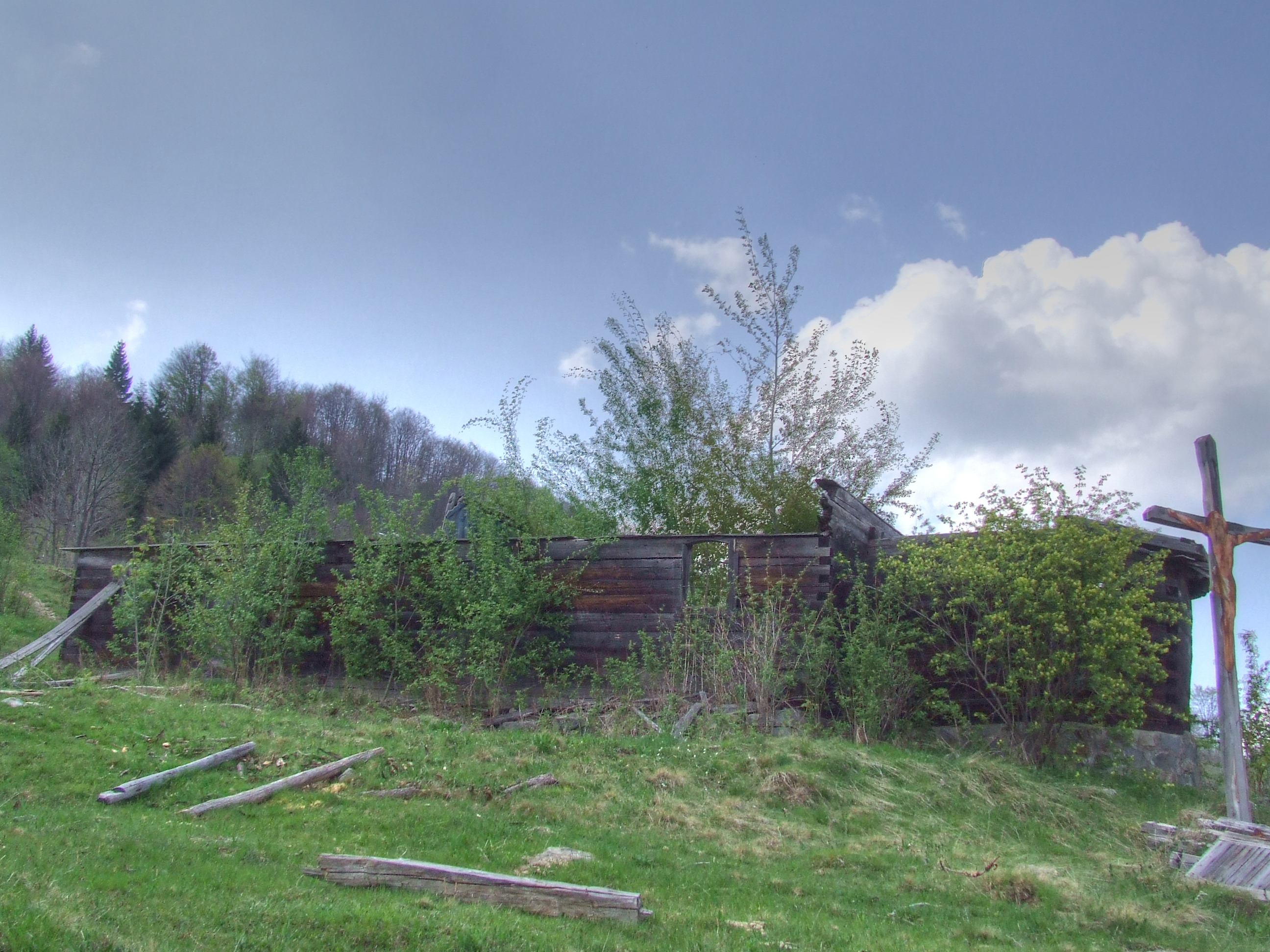
Biserica de lemn din Vişagu în ruine - 2009

Biserica de lemn din Vișagu, comuna Săcuieu, județul Cluj, edificată în preajma anilor 1800, e o nouă mărturie a faptului că, acolo unde stihiile naturii, în ciclicitatea lor firească, nu apucă să își lase amprenta în mod definitv asupra vestigiilor, intervine omul în mod conștient și distruge tot ceea ce a mai rămas mai valoros în urma strămoșilor săi.
Biserica, aflată în situația prezentată în fotografii, încă se află pe lista monumentelor istorice sub codul LMI:  CJ-II-m-B-07810.
In anul 2023 s - a luat hotararea de catre consiliul parohial si Pr. Apostol Ioan Vasile de a se construi, fie un altar de vara fie a se reface biserica, pe locul vechii biserici. Asadar in anul 2024 s-a facut fundatia bisericii si in toamna tarzie octombrie - noiembrie s-a refacut biserica dupa forma si arhitectura vechii biserici irar in anul 2025 in ziua de 13 iulie a fost sfintita de catre ÎNALTPREASFINȚITUL ARHIEPISCOP ȘI MITROPOLIT ANDREI ( al Clujului, Maramureșului si Salajului) 

## Istoric
Locuitorii satului Vișagu se puteau mândri până acum câțiva ani, pe lângă frumusețea locurilor ce înconjoară localitatea, și cu biserica veche de lemn, declarată monument istoric. Deși lista monumentelor istorice nu surprinde nici hramul acesteia și nici momentul exact al edificării, biserica a fost și este un element important al memoriei colective a celor din Vișagu. Din păcate, lipsa de viziune și, de ce nu, și de înțelepciune a oamenilor a făcut ca biserica de lemn să fie azi într-o stare din care puțin probabil că va putea fi salvată. Oscilîndu-se la un moment dat între a vinde biserica de lemn sau a o dezmembra pentru a putea fi reconstruită în centrul satului, lângă biserica cea nouă, s-a ajuns în situația cea mai nefericită în care biserica de lemn, în ultimii 3-4 ani, a rămas fără acoperiș. Supusă cu atât mai mult intemperiilor, pereții se degradează iar diferite obiecte - precum cuierul din naos pentru agățarea pălăriilor, strana sau cutia milei - nu fac decât să aminteasca vremurile de altădată și să însoțească noii „credincioși”: copacii tineri, ce cresc în voie prin pardoseala bisericii.
Lipsa de reacție atât din partea autorităților care gestionează monumentele istorice, cât și a comunității, sunt greu de explicat, dar vin să lămurească situații precum starea bisericii din Macău sau cea a bisericii din Căianu.

## Trăsături
Construită din lemn de brad, biserica se încadrează sub aspectul dimensiunilor în categoria bisericilor medii-mari. Având compartimentarea clasică: pronaos, naos și absida altarului, biserica are o fundație de piatră. Intrarea ce duce în pronaos este decorată mai degrabă modest, cu scobituri ritmate în scândurile de brad ale tocului ușii. Separarea dintre pronaos și naos este realizată prin intermediul unui perete din lemn, ce are fantele obișnuite, ce permiteau odinioară credincioșilor aflați în pronaos să asculte slujbele. Decorațiile sunt modeste, stâlpii ce susțin partea superioară a peretelui despărțitor fiind modelați sub forma unor coloane. Partea superioară a trecerii din pronaos în naos este modelată sub forma unei acolade. În naos se mai păstrează partea inferioară a corului, tot din lemn de brad, parapetul balustradei, decorat cu motive geometrice prin decupare în scândură. Întrările în absida altarului erau trei, vopsite în albastru, putându-se observa și aici decorațiuni asemănătoare cu cele de la intrare sau de la balustrada corului.
În naos, biserica avea probabil boltă cilindrică, fapt ce se poate determina din forma marginilor balustradei corului ce urmează curba fostei bolți.
Absida altarului este decroșată, poligonală cu cinci laturi, având două ferestre. De asemenea, pronaosul are pe latura de sud o ferestră, în timp ce naosul are câte două ferestre atât pe latura din stânga, cât și pe cea din dreapta. Capetele bârnelor superioare, ce alcătuiesc pereții, formează console și sunt modelate precum se poate vedea și în fotografiile de mai jos.
Deși nu se mai păstrează, se pare că biserica avea un turn clopotniță, plasat deasupra pronaosului, iar acoperișul era din șindrilă. 

## Galerie de imagini

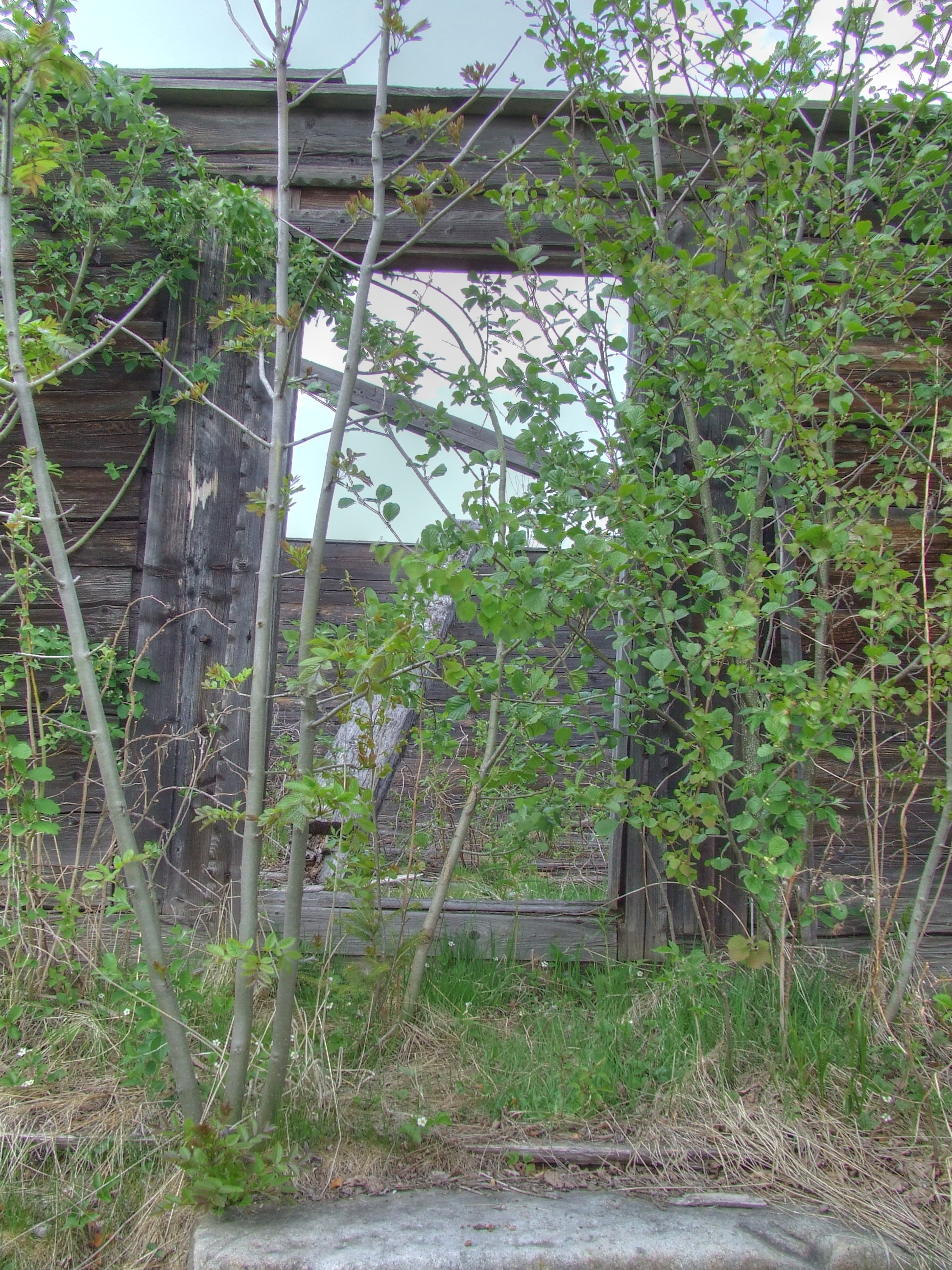
Intrarea în biserică
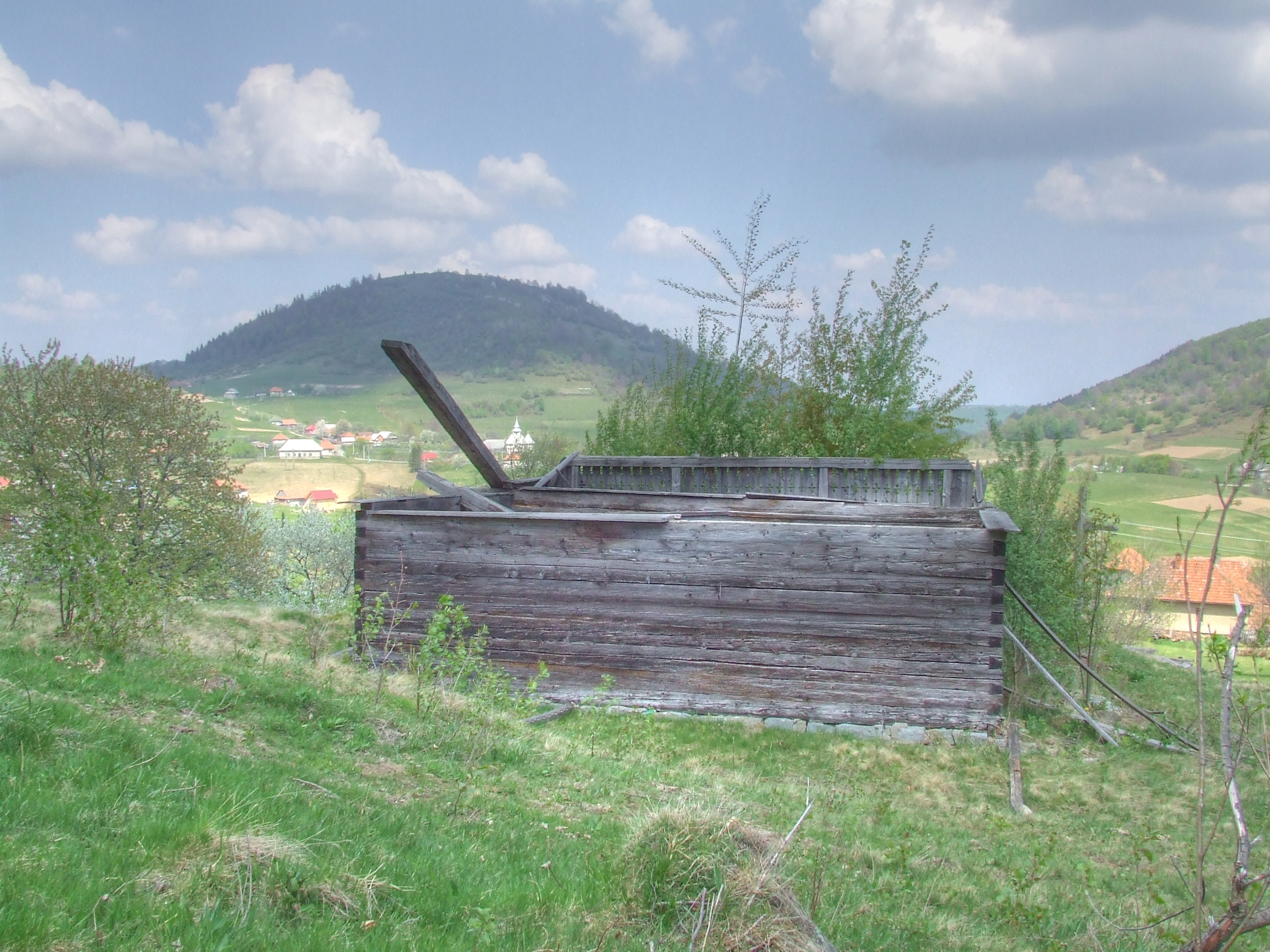
Vedere spre pronaos
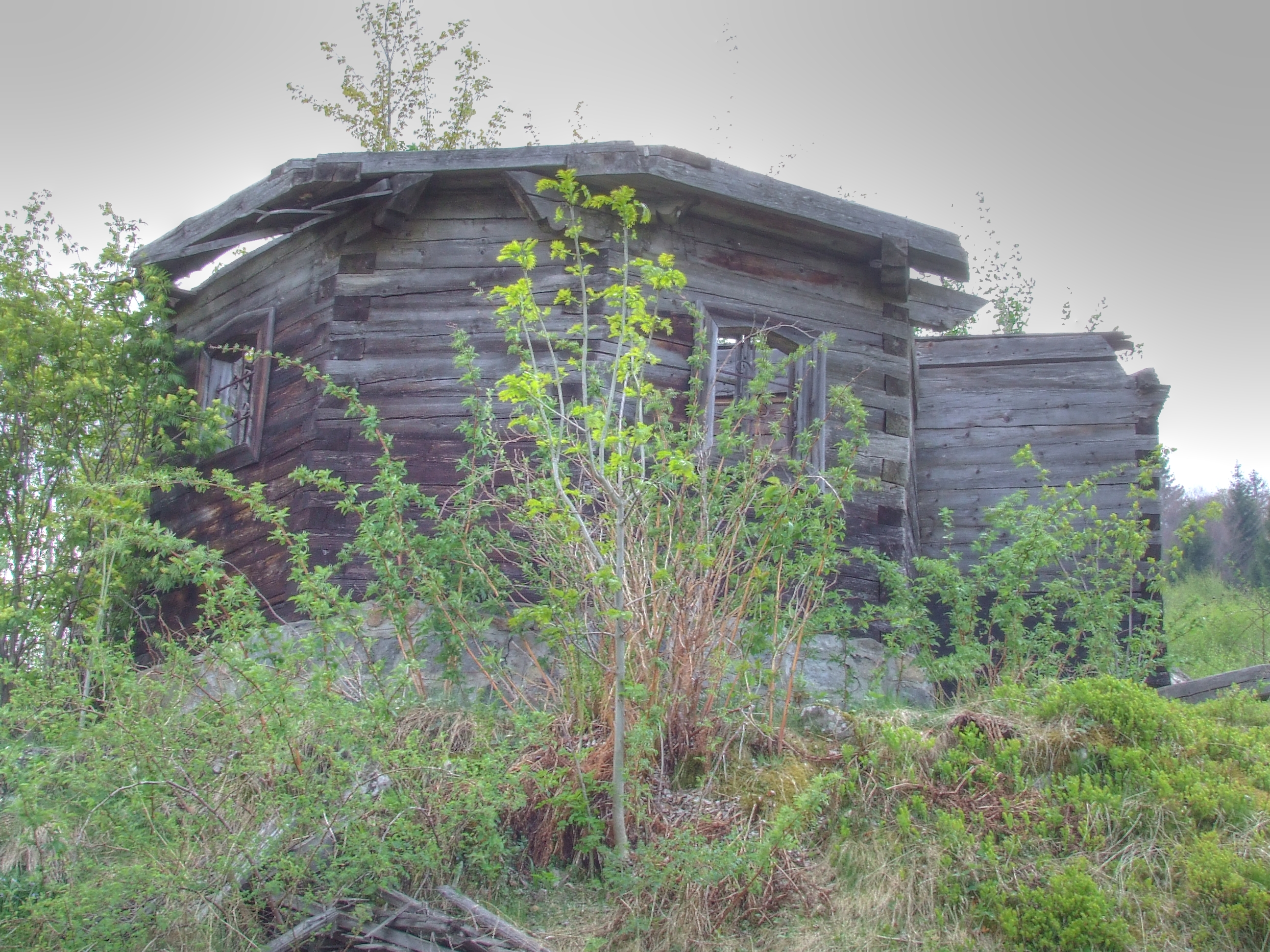
Absida altarului
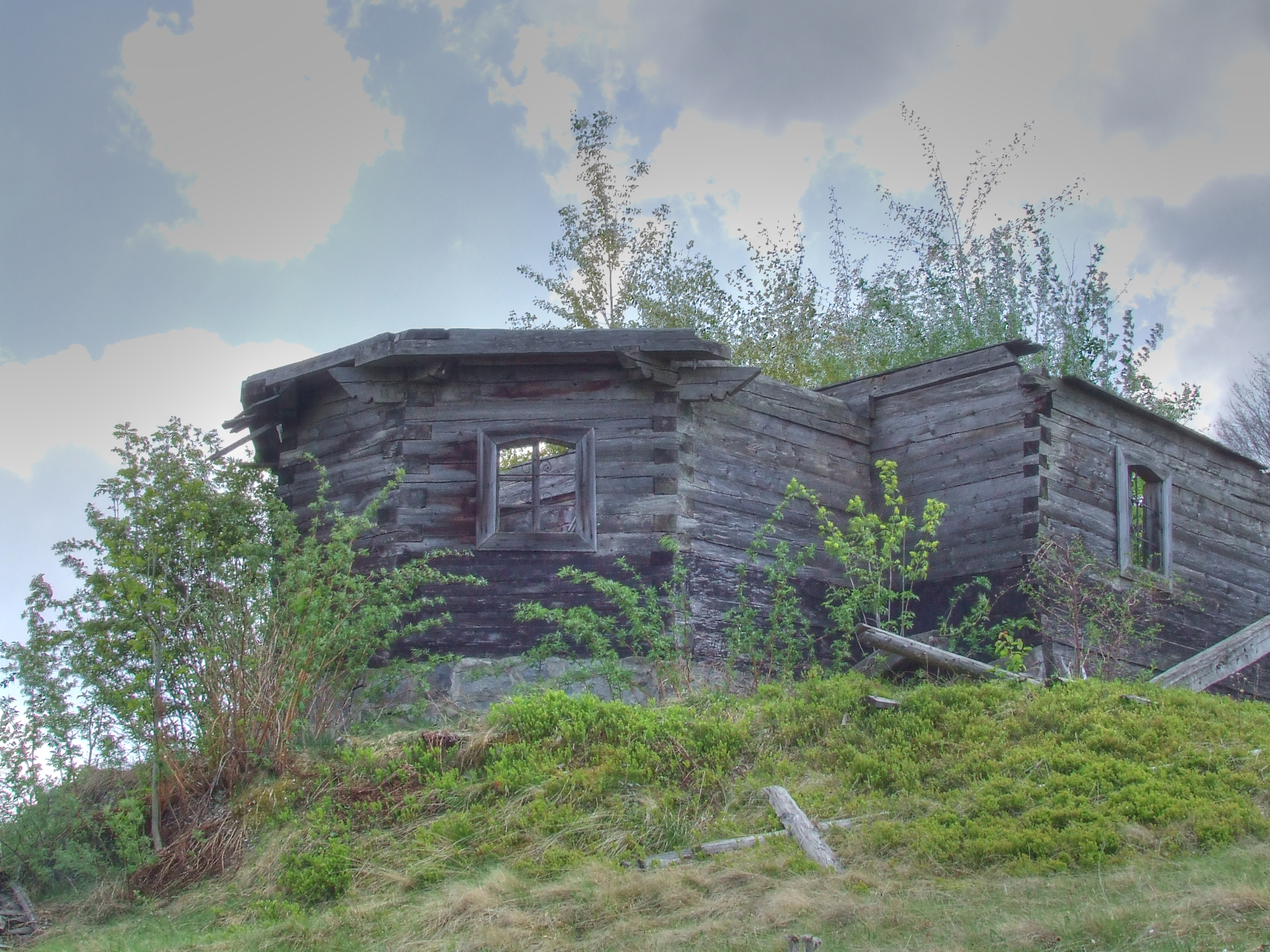
Absida altarului, vedere laterală
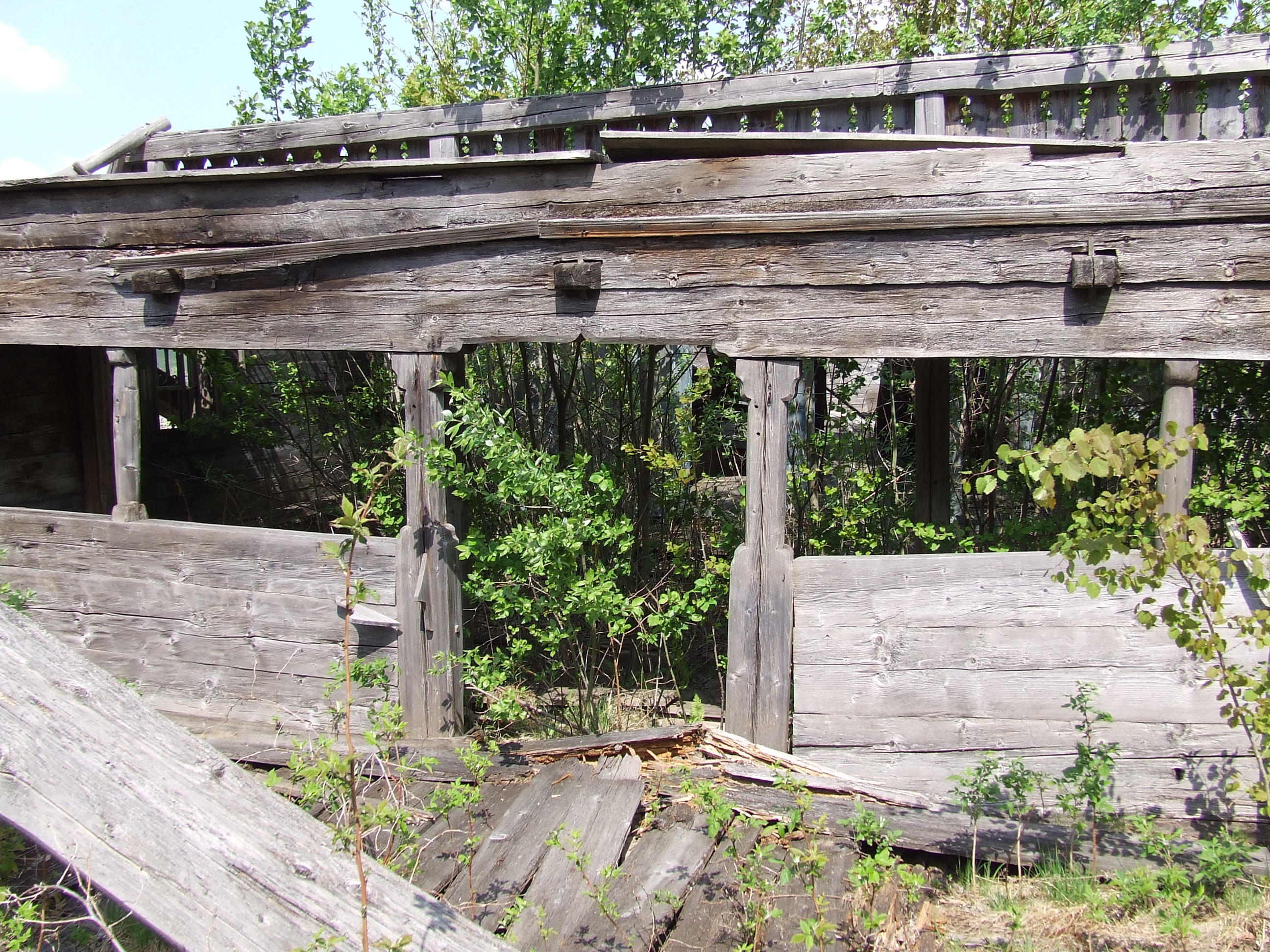
Peretele despărţitor între pronaos şi naos
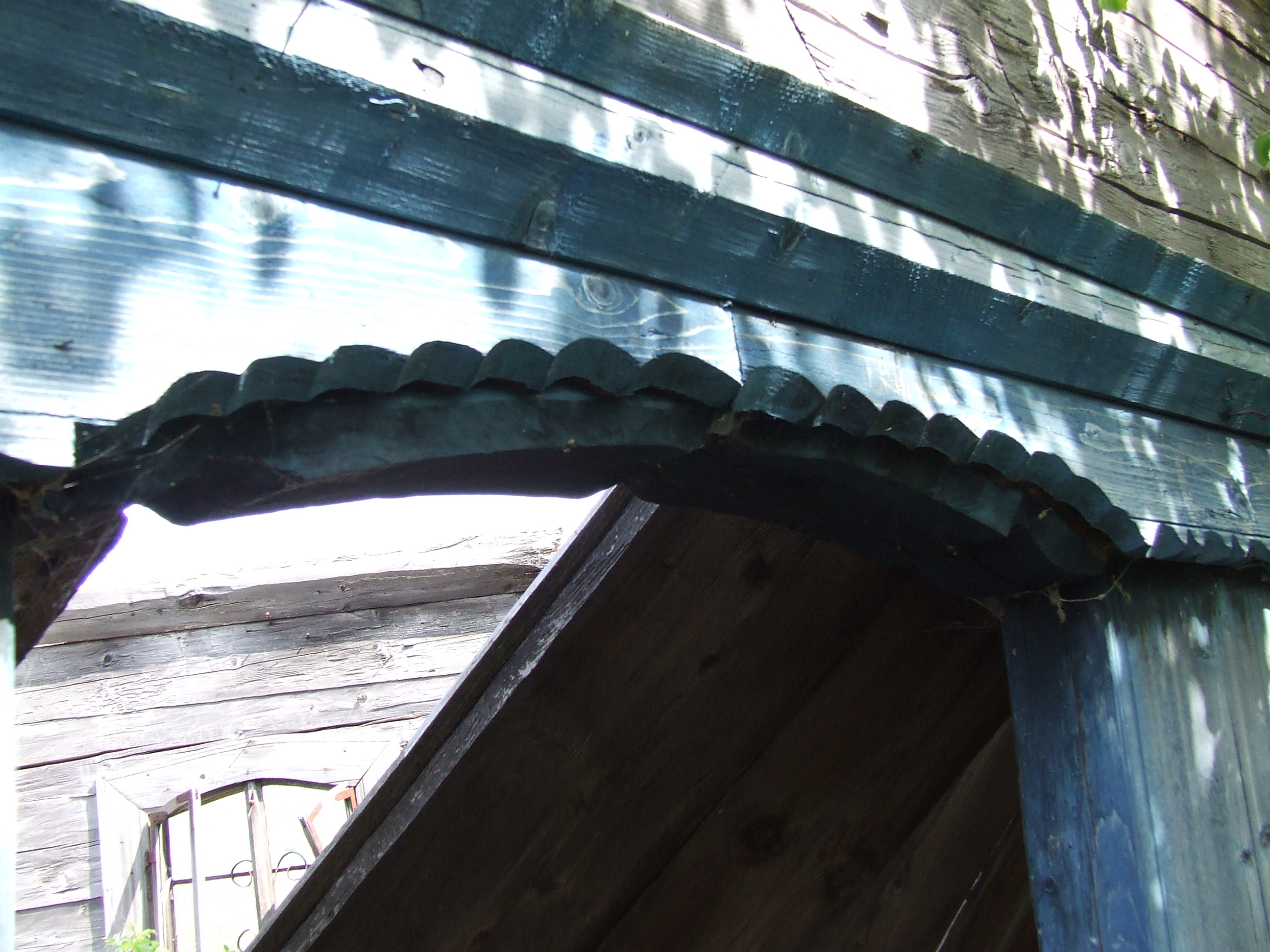
Decor la una din intrările în absida altarului
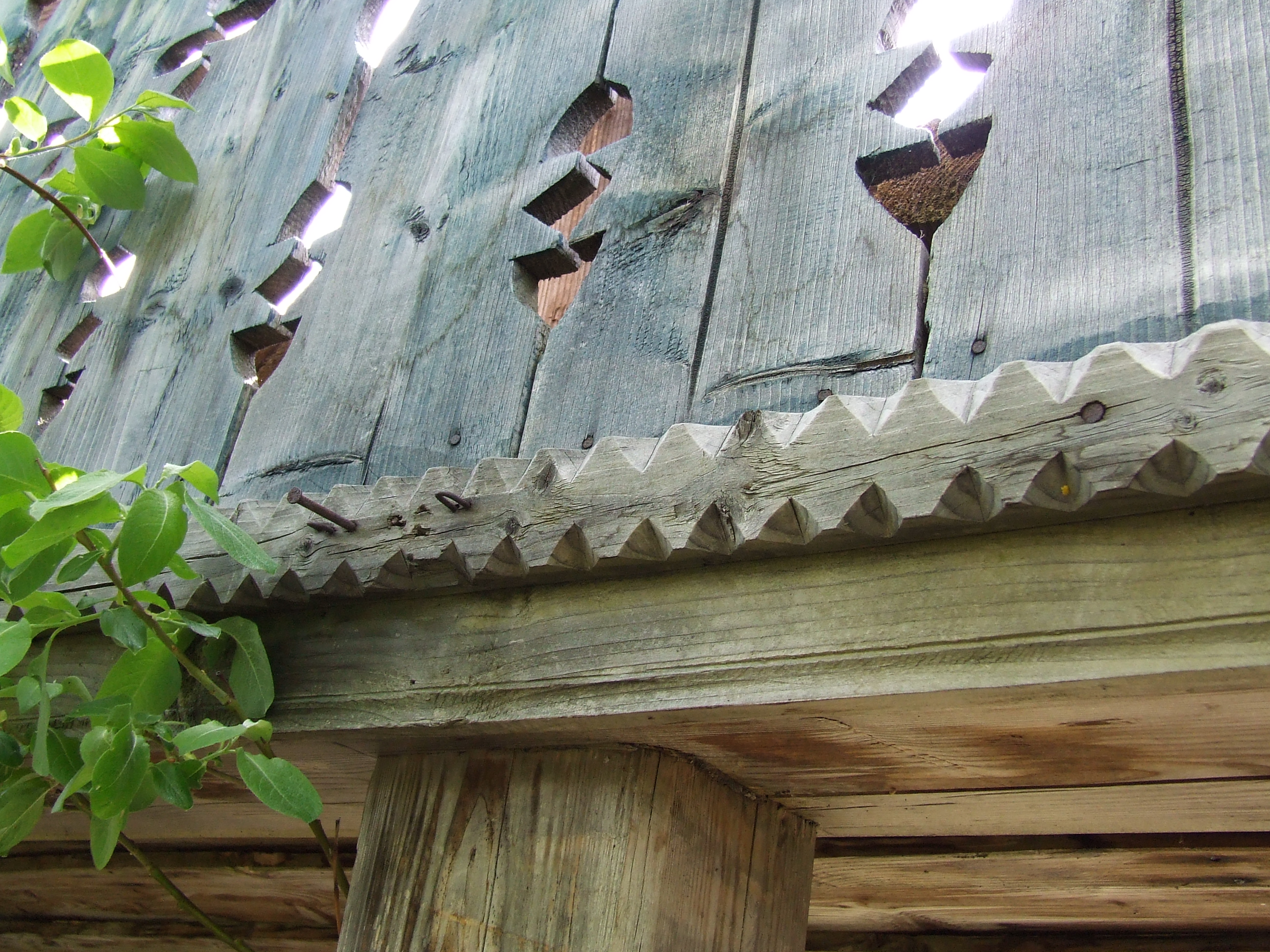
Decoraţie la parapetul corului
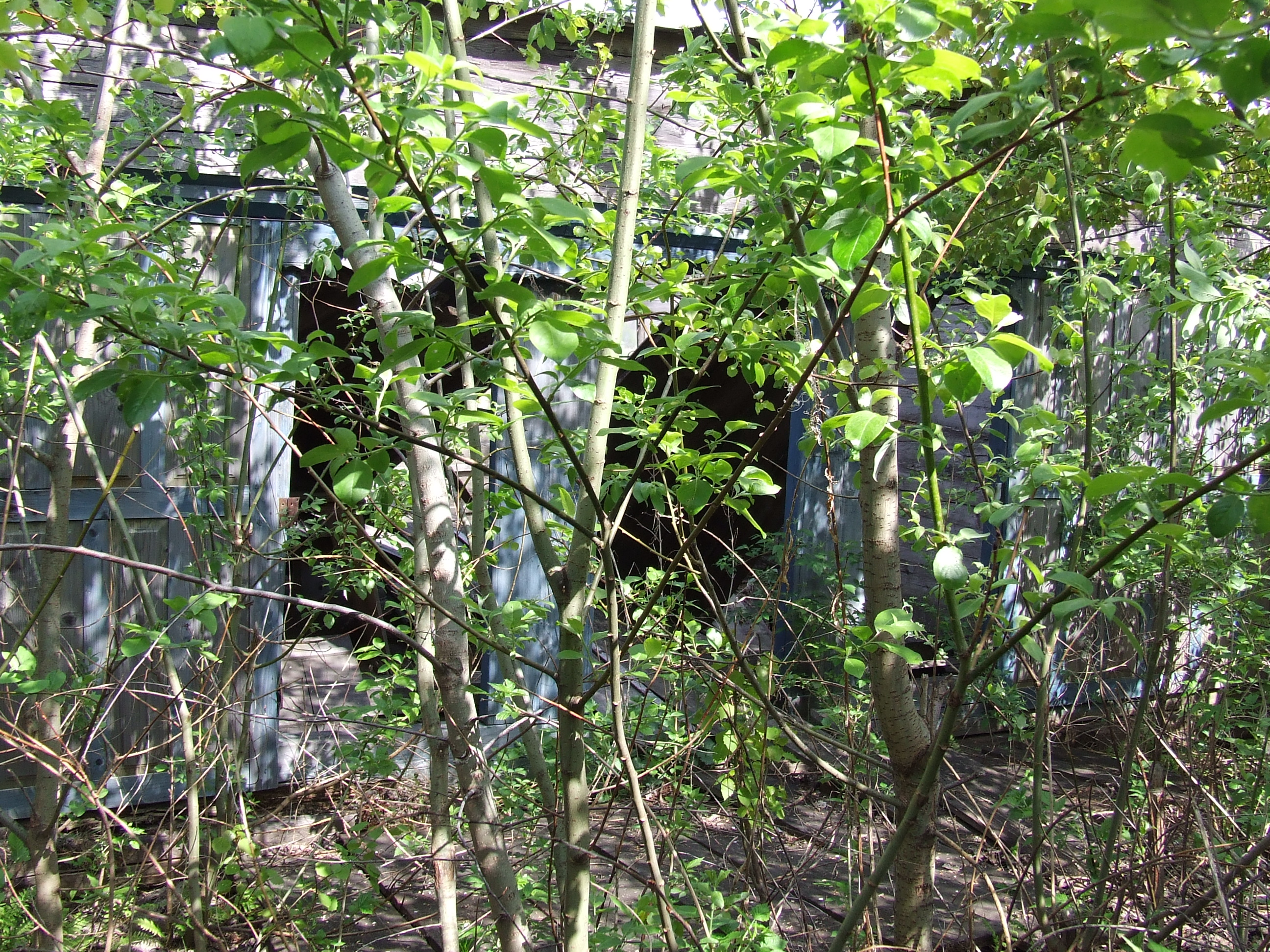
Intrările în absida altarului
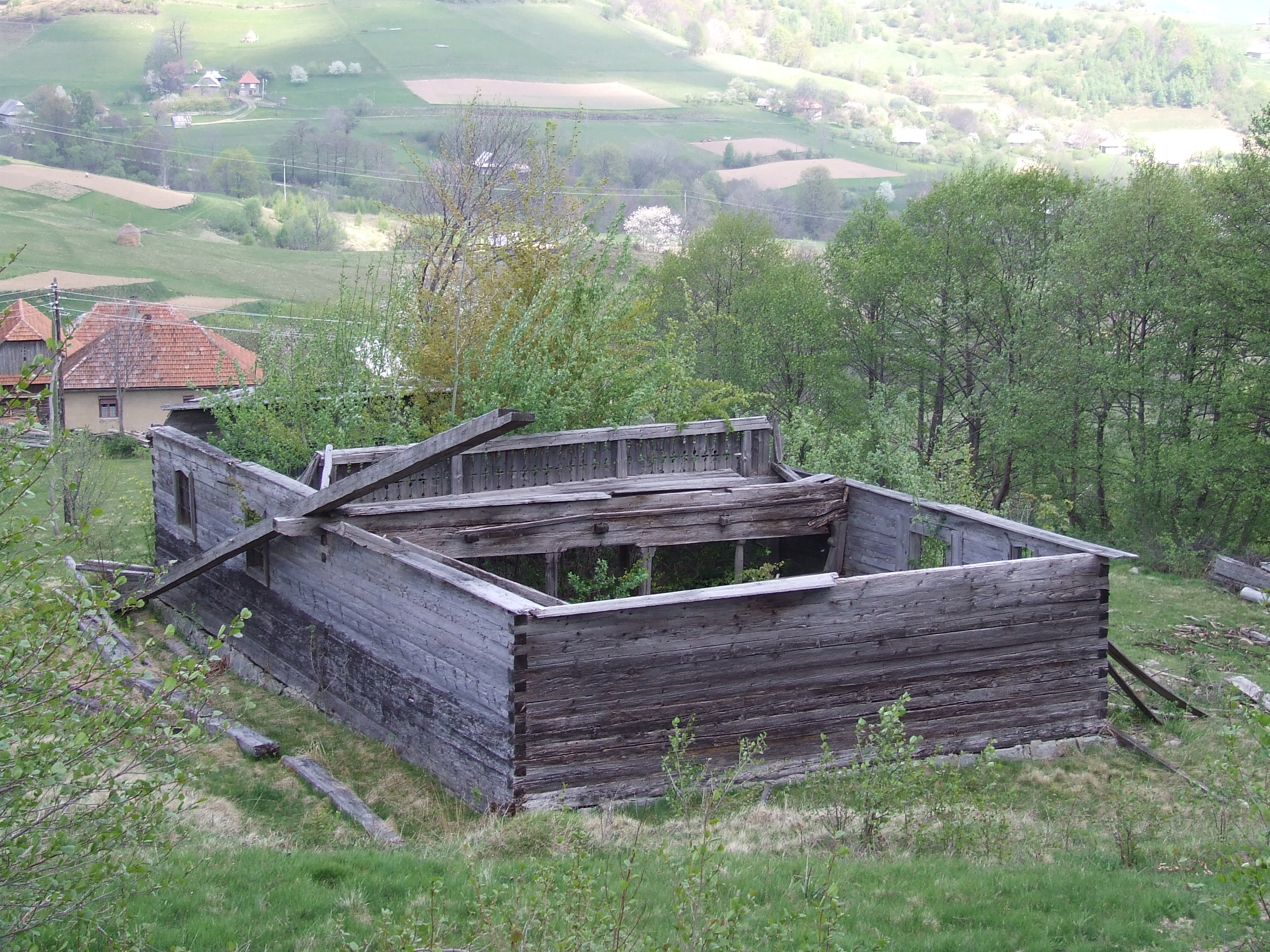
Biserica în ruină
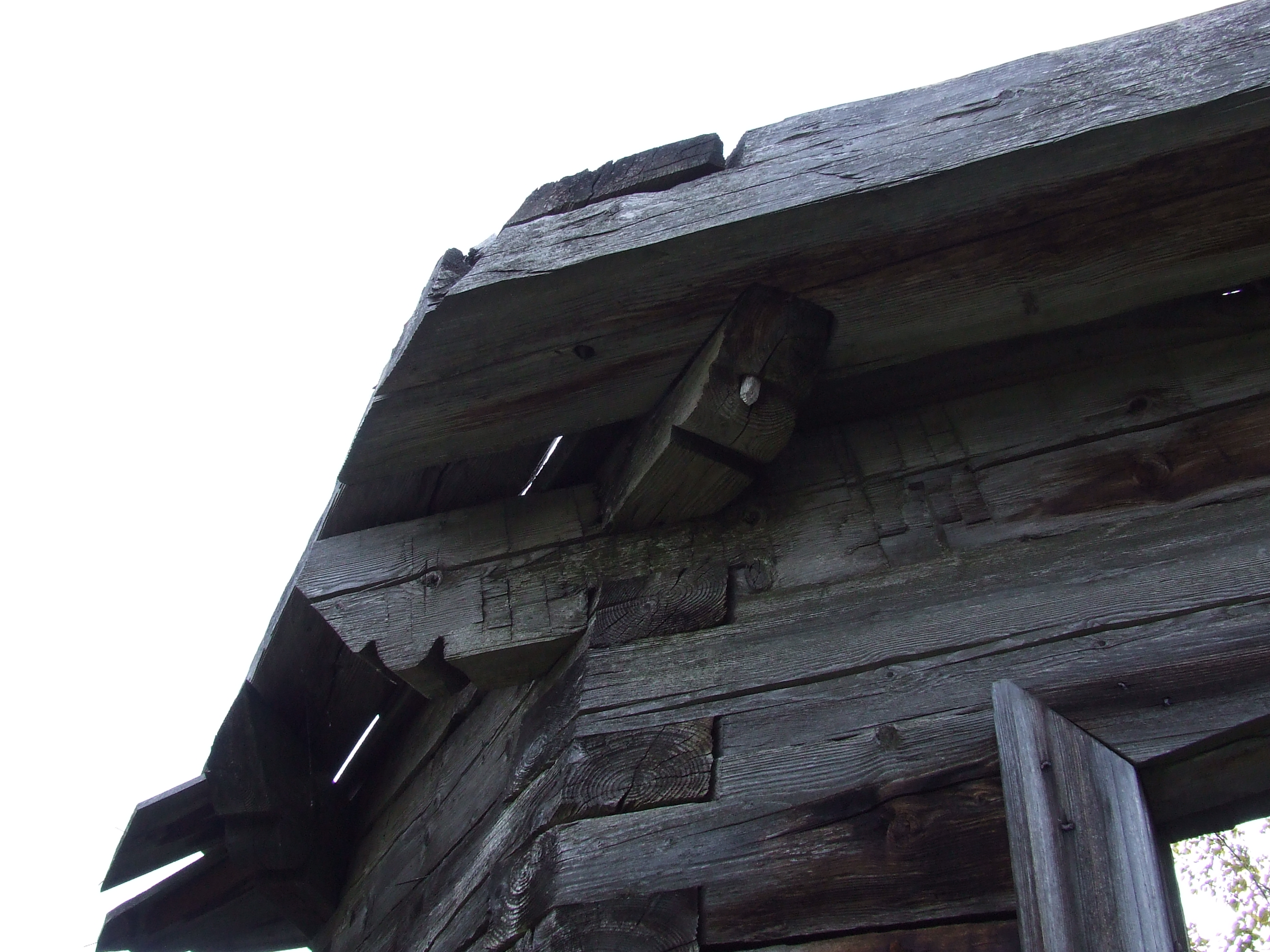
Îmbinări
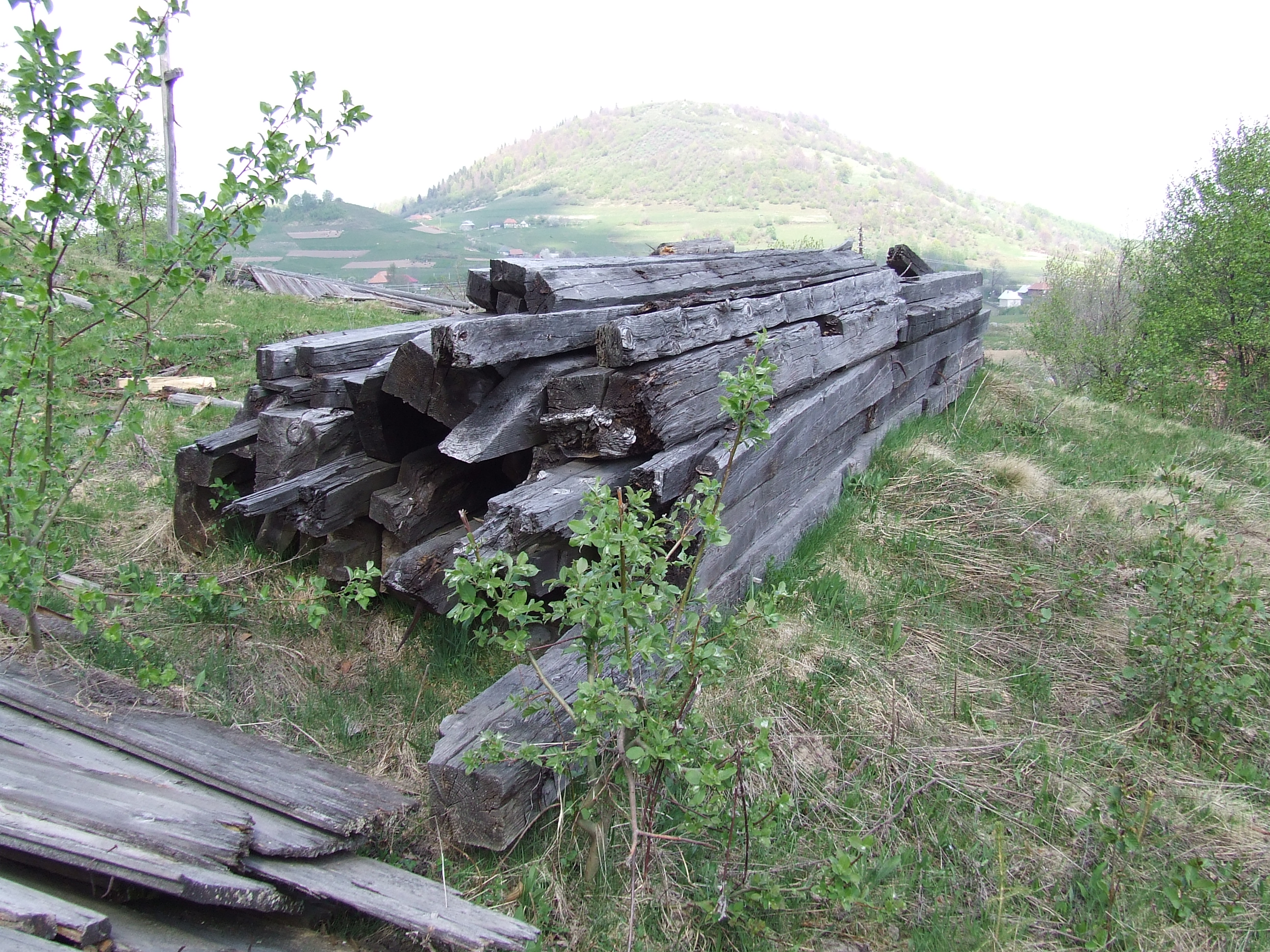
Părţi din biserică...
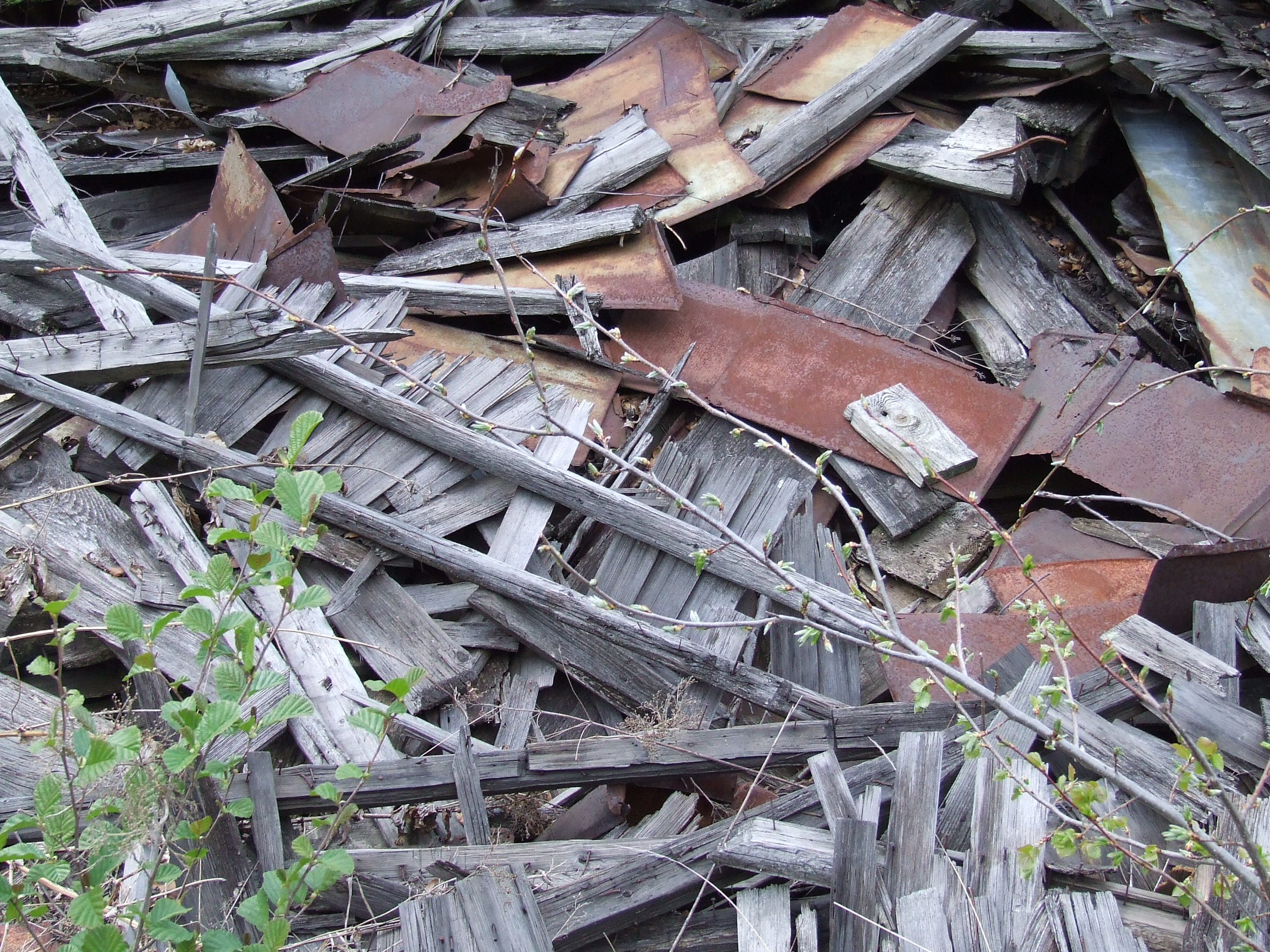
Acoperişul